# Bronisław Daniszewski
Bronisław Daniszewski (ur. 31 października 1922 w Warszawie, zm. 17 marca 2016) – polski adwokat, żołnierz Armii Berlinga.

## Życiorys
W wieku 12 lat, po ukończeniu szkoły powszechnej w Wysokiem Litewskim wstąpił do Korpusu Kadetów w Rawiczu. W czasie II wojny światowej aresztowany przez wojska niemieckie, a następnie po wkroczeniu wojsk sowieckich zesłany wraz z rodziną w okolice Archangielska. W lutym 1943 roku został przymusowo wcielony do Armii Czerwonej. Uczestniczył w działaniach wojennych mających na celu rozerwanie pierścienia okrążenia wokół Leningradu.
Dnia 28 sierpnia 1943 roku wstąpił do 1 Dywizji Piechoty im. Tadeusza Kościuszki w Armii Berlinga – był żołnierzem I Brygady Pancernej im. Bohaterów Westerplatte. W ramach wskazanej jednostki przeszedł cały szlak bojowy aż do Berlina, uczestnicząc m.in. w bitwie pod Studziankami, w walkach o warszawską Pragę, Gdańsk, Gdynię czy Kołobrzeg.
Po zakończeniu wojny pozostał w czynnej służbie wojskowej. W 1947 roku zdał egzamin maturalny w Lublinie, po którym rozpoczął studia ekonomiczne na Katolickim Uniwersytecie Lubelskim. Studiował tam do 1949 roku, kiedy to jednostka wojskowa w której służył została przeniesiona do Krosna Odrzańskiego. Następnie, po przeniesieniu do wskazanej miejscowości, rozpoczął studia na Wydziale Prawa Uniwersytetu Poznańskiego. Studia ukończył w roku 1951. W roku 1953 został przeniesiony z czynnej służby wojskowej do rezerwy (w stopniu kaprala).
W czerwcu 1953 roku rozpoczął pod patronatem adwokata Kazimierza Ellerta aplikację adwokacką. W 1955 roku zdał egzamin adwokacki, natomiast w 1956 roku został członkiem Wojewódzkiej Rady Adwokackiej w Białymstoku, w której na przestrzeni lat pełnił szereg funkcji. W latach 1956–1957 oraz 1973–1975 był członkiem Komisji Szkolenia Zawodowego. Od roku 1957 do roku 1961 był członkiem Komisji Dyscyplinarnej. W roku 1964 został mianowany dziekanem Wojewódzkiej Rady Adwokackiej w Białymstoku, funkcję sprawował przez dwie kadencje – do 1972 roku.
Po zakończeniu drugiej kadencji dziekana otrzymał podziękowanie od Wojewódzkiej Rady Adwokackiej, która w swojej uchwale stwierdziła, że dobrze zasłużył się adwokaturze. Następnie od 1973 roku do 1976 roku Bronisław Daniszewski był kierownikiem Zespołu Adwokackiego nr 2 w Białymstoku. W następnych latach wykonywania zawodu adwokata pełnił funkcję przewodniczącego Komisji Rewizyjnej (1982–1998) oraz przewodniczącego Zespołu Wizytatorów (1986–1989). Od 1998 roku aż do zaprzestania wykonywania zawodu adwokata w roku 2004 był członkiem Komisji Emerytów i Rencistów.
Za swoją działalność i wybitne zasługi został odznaczony Złotym i Srebrnym Krzyżem Zasługi. W 1975 roku otrzymał Krzyż Kawalerski Odrodzenia Polski. Nestor białostockiej palestry.

## Życie prywatne
Podczas wojny, w wojsku – w brygadzie pancernej poznał swoją przyszłą żonę Janinę Grabowską, z którą miał dwie córki – Zofię i Małgorzatę.

## Odznaczenia
- Złoty Krzyż Zasługi
- Srebrny Krzyż Zasługi
- Krzyż Kawalerski Orderu Odrodzenia Polski (1975)
- Krzyż Oficerski Orderu Odrodzenia Polski (2000)[4]